# Пендълтън (окръг, Западна Вирджиния)
Окръг Пендълтън (на английски: Pendleton County) е окръг в щата Западна Вирджиния, Съединени американски щати. Площта му е 1808 km², а населението – 7566 души (2012). Административен център е град Франклин.